# Chant du départ
Chant du Départ (em francês para "Canção de Partida") é uma canção revolucionária e de guerra escrita por Étienne Nicolas Méhul (música) e Marie-Joseph Chénier (letra) em 1794. Foi o hino oficial do Primeiro Império Francês. É também o hino regional da Guiana Francesa. Esse hino foi executado pela primeira vez em Fleurus para comemorar a vitória sobre a Primeira Coligação. O Comitê de Salvação Pública pediu sua execução em 14 de julho de 1794 para celebrar o aniversário da Tomada da Bastilha. Foi usado durante a Primeira Guerra Mundial para exaltar os soldados que iriam para a frente de batalha durante a mobilização (as alegres partidas la fleur au fusil).

## História

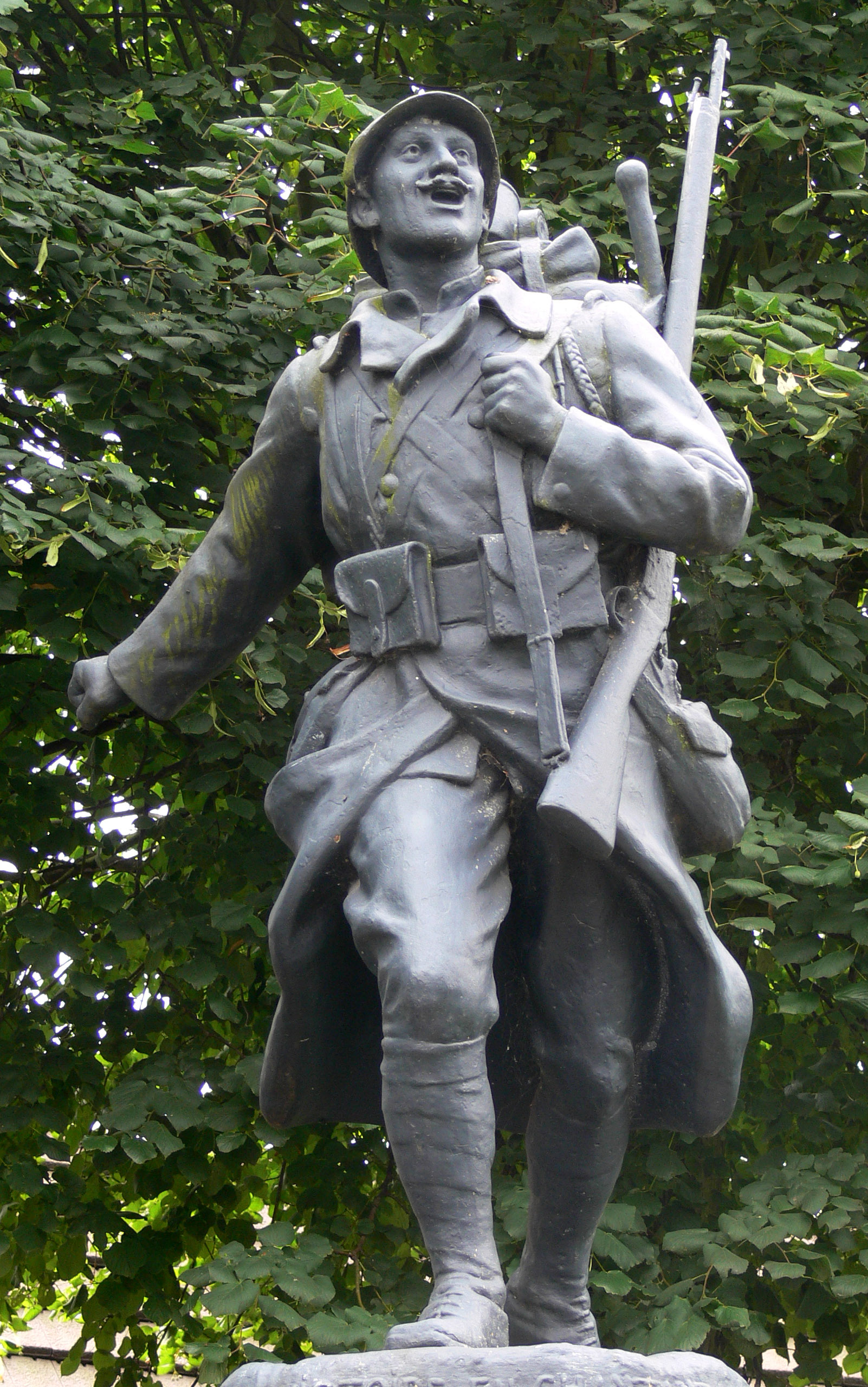
La Victoire en chantant foi um tema comum durante a mobilização da Primeira Guerra Mundial, e ainda por vezes exaltada no pós-guerra através de monumentos aos mortos.

A canção foi apelidada de "a irmã de La Marseillaise" por soldados pubianos. Ele foi apresentada a Maximilien Robespierre, que o chamou de "forma magnífica e republicana de poesia além de qualquer coisa já feita por Girondin Chénier."
A canção foi apresentada pela primeira vez pela orquestra e coros da Academia de Música em 14 de Julho de 1794. 17.000 cópias das folhas da música foram imediatamente impressas e distribuídas a 14 Exércitos da República. Seu título original é Hino à Liberdade, que foi alterado para seu título atual por Robespierre. 
A canção é um quadro musical: cada uma das sete estrofes é cantada por um personagem diferente ou grupo de personagens.
No primeiro verso, por exemplo, um deputado fala aos soldados, ele os encoraja a lutar para defender a República. No segundo verso é uma mãe que dá seu filho em nome da pátria. No quarto verso é uma criança que canta Joseph Bara e Joseph Agricola Viala, dois jovens franceses (de 12 e 13 anos) que morrem pela República (então ele foi cercado por Vendéens que lhe pediu para gritar: "Viva o rei" Joseph Bara teria se recusado e gritado "Viva a República!" motivo pelo qual foi executado no local. Quanto a Joseph Viala ele morreu atingido por uma bola bem redonda enquanto tentava cortar as cordas do pontão inimigo. Suas últimas palavras foram: "eu morro, mas é para a liberdade!").
A canção sobreviveu tanto a Revolução como ao Império. Sendo um símbolo de vontade em defender o país durante as duas guerras mundiais e permanecendo ainda, nos dias de hoje, no repertório do Exército Francês. Valéry Giscard d'Estaing , mesmo a usou como sua música de campanha para a eleição presidencial de 1974. Como presidente da República, ele costumava tê-la interpretada por tropas, junto com La Marseillaise.

## Letra
Un député du Peuple

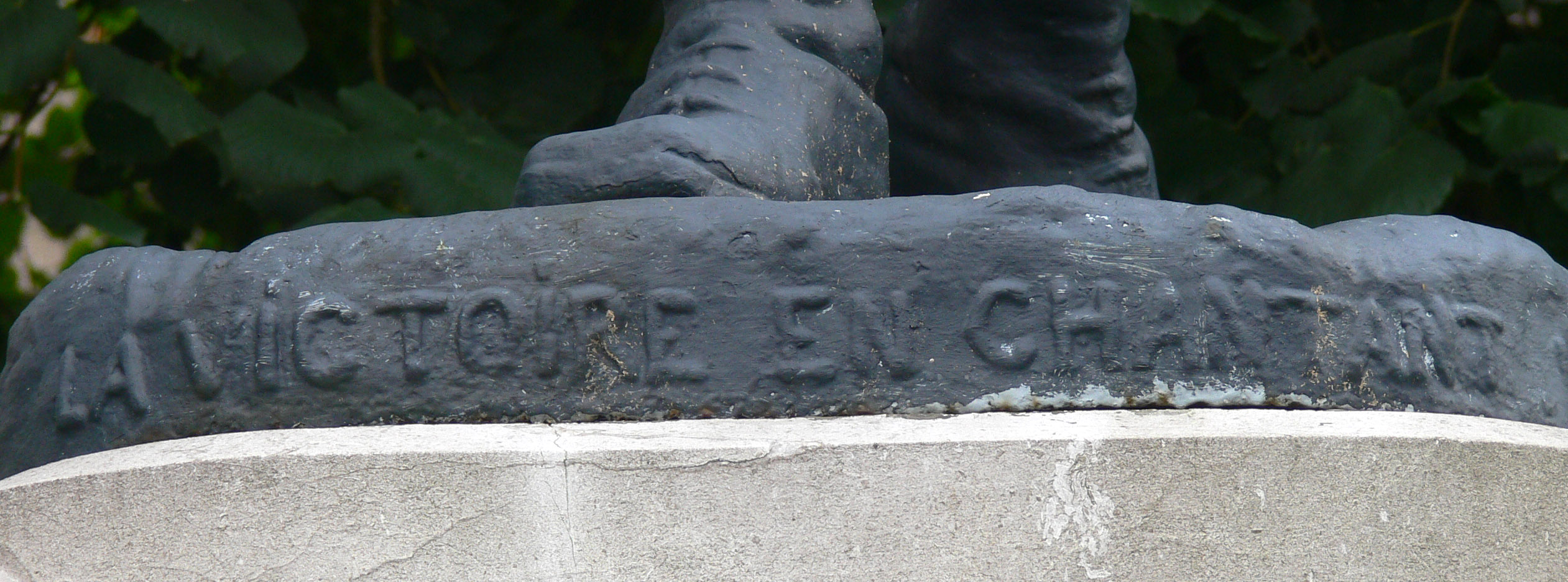
Título da obra (La Victoire en chantant) em baixo relevo na base do monumento de bronze e pedra.

La victoire en chantant nous ouvre la barrière.
La Liberté guide nos pas.

Et du nord au midi, la trompette guerrière

A sonné l'heure des combats.

Tremblez, ennemis de la France, 

Rois ivres de sang et d'orgueil !

Le Peuple souverain s'avance ;

Tyrans descendez au cercueil. 

Chant des guerriers (Refrain)

La République nous appelle

Sachons vaincre ou sachons périr

Un Français doit vivre pour elle

Pour elle un Français doit mourir.
Une mère de famille

De nos yeux maternels ne craignez pas les larmes :

Loin de nous de lâches douleurs !

Nous devons triompher quand vous prenez les armes :

C'est aux rois à verser des pleurs.

Nous vous avons donné la vie, 

Guerriers, elle n'est plus à vous ;

Tous vos jours sont à la Patrie :

Elle est votre mère avant nous.

(Refrain)

Deux vieillards

Que le fer paternel arme la main des braves ;

Songez à nous au champ de Mars ;

Consacrez dans le sang des rois et des esclaves

Le fer béni par vos vieillards ;

Et, rapportant sous la chaumière

Des blessures et des vertus, 

Venez fermer notre paupière

Quand les tyrans ne seront plus.

(Refrain)
Un enfant

De Bara, de Viala le sort nous fait envie ;

Ils sont morts, mais ils ont vaincu.

Le lâche accablé d'ans n'a point connu la vie :

Qui meurt pour le peuple a vécu.

Vous êtes vaillants, nous le sommes :

Guidez-nous contre les tyrans ;

Les républicains sont des hommes, 

Les esclaves sont des enfants.

(Refrain)
Une épouse

Partez, vaillants époux ; les combats sont vos fêtes ;

Partez, modèles des guerriers ;

Nous cueillerons des fleurs pour en ceindre vos têtes :

Nos mains tresseront vos lauriers.

Et, si le temple de mémoire

S'ouvrait à vos mânes vainqueurs, 

Nos voix chanteront votre gloire, 

Nos flancs porteront vos vengeurs.

(Refrain)
Une jeune fille

Et nous, sœurs des héros, nous qui de l'hyménée

Ignorons les aimables nœuds ;

Si, pour s'unir un jour à notre destinée, 

Les citoyens forment des vœux, 

Qu'ils reviennent dans nos murailles

Beaux de gloire et de liberté, 

Et que leur sang, dans les batailles, 

Ait coulé pour l'égalité.

(Refrain)
Trois guerriers

Sur le fer devant Dieu, nous jurons à nos pères, 

À nos épouses, à nos sœurs, 

À nos représentants, à nos fils, à nos mères, 

D'anéantir les oppresseurs :

En tous lieux, dans la nuit profonde, 

Plongeant l'infâme royauté, 

Les Français donneront au monde

Et la paix et la liberté.

(Refrain)

## Música
Primeiro verso da canção de partida, como editada em 1794, com baixo cifrado: